# 希俄斯拜占庭博物馆

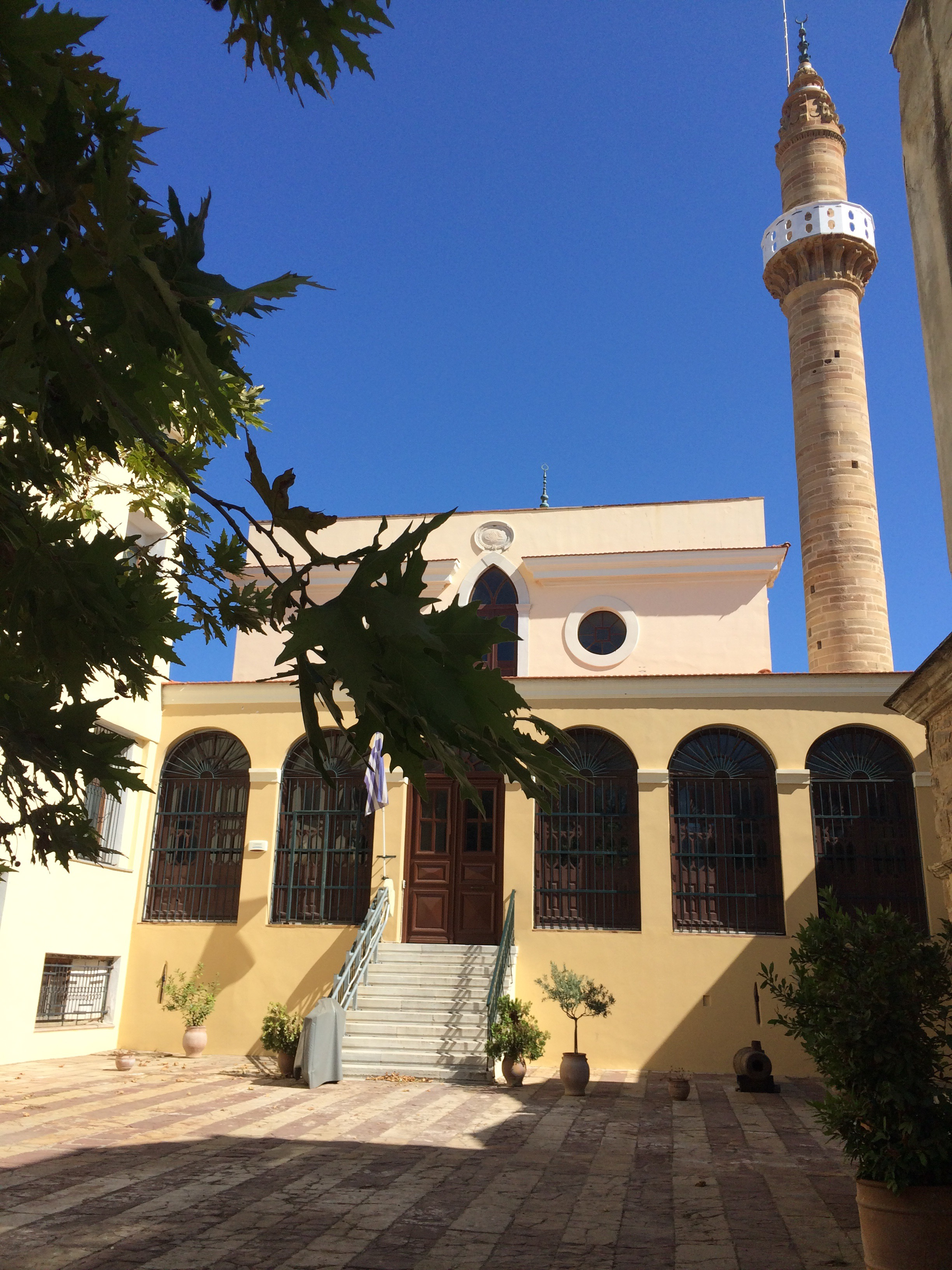
希俄斯拜占庭博物馆

希俄斯拜占庭博物馆（希臘語：Βυζαντινό Μουσείο Χίου）是希腊北愛琴大區希俄斯专区希俄斯城的一个博物馆，以拜占庭帝国时期的历史文化为主题。